# Послание Офеи Гектору
«Послание Офеи Гектору», («Послание Офеи, Богини Благоразумия, Гектору Троянскому в возрасте пятнадцати лет») — сочинение Кристины Пизанской, созданное около 1400 года. Аллегорическая поэма представляет собой послание от богини мудрости и благоразумия к троянскому герою Гектору.

## Описание
Поэма состоит из 100 глав — историй из греческой или римской мифологии, взятых в основном из «Метаморфоз» Овидия. Каждая начинается с четырёх строк, характеризующих данную историю; затем идёт глосса, в которой указано, какой урок из данной истории должен вынести хороший рыцарь. Глосса кончается цитатой из греческого философа. В конце растолковывается аллегория, которая и должна преподать урок, завершаясь цитатами из Отцов Церкви и Писания.
Это произведение было одним из популярнейших работ Кристины и сохранилось более чем в 40 рукописях XV века. Около 1499 года оно было впервые напечатано (изд. Philippe Pigouchet) под названием «Les Cent Histoires de Troye». За следующие 35 лет оно было издано ещё три раза. В Англии она переводилась трижды (1440, конец XV в., 1530-е гг.).

### Персонажи
- Офея (вручает письмо для Гектора); богини Благоразумие, Мудрость и Знание; Геркулес и два льва; Минос — судья  в царстве мёртвых; Персей (убивает дракона);
- Астрологическое: Юпитер, Венера, Сатурн, Аполлон, Феба, Марс, Меркурий, Минерва и Паллада — планеты, наделяющие своими дарами;
- Пентесилея, Нарцисс, Тисифона и Атамант, Аглавра, Улисс, Латона, Вакх, Пигмалион, Диана, Церера, Исида, Мидас, Кадм, Ио, Пирр, Кассандра, Нептун, Атропос, Беллерофонт, Ахилл и Мемнон, Ясон, Пирам и Фисба, Асклепий, Парис, Бусирис, Геро и Леандр, Приам, Аврора, Пасифая, Адраст, Купидон, Коронида, Юнона, Амфиарай, Горгона Медуза, Томирис и Кир, Медея, Полифем и Галатея, Пелей и Фетида, Семела, Арахна, Адонис, Орфей, Актеон, Аталанта, Фортуна, Елена Троянская, Кефал, Морфей, Алкиона, Троил, Калхас, Брисеида, Гектор и Патрокл, Эхо, Дафна, Андромаха, Нин (царь Вавилонский), Аякс, Антенор, Цирцея, Ино, Тибуртинская сивилла и император Август.

## Рукописи
Сохранился целый ряд иллюминированных манускриптов данной книги. Они любопытны трактовкой античных мифологических сюжетов в реалиях средневековья. Хёйзинга так отзывается о них («Осень Средневековья»):

«…когда иконографические каноны церковного искусства предоставляют художника самому себе, он оказывается совершенно беспомощным. (…) В попытках запечатлеть навеянное воображением, а не увиденное искусство XV в. может доходить до смешного. Большую живопись предохранял от этого твердо установленный круг сюжетов, но книжная миниатюра не могла уклониться от запечатления бесчисленных мифологических и аллегорических фантазий, которые предлагала литература. Наглядный пример дают иллюстрации к Epitre d’Othea a Hector, одной из причудливых мифологических фантазий Кристины Пизанской. Изображения настолько беспомощны, насколько только можно себе представить. Греческие боги наделены огромными крыльями поверх горностаевых мантий или бургундских придворных костюмов; общая композиция чрезвычайно неудачна: Минос, Сатурн, пожирающий своих детей, Мидас, раздающий награды, — все это выглядит достаточно глупо. Но как только миниатюрист оказывается в состоянии отвести душу, изображая на заднем плане пастуха с овечками или высокий холм с колесом и виселицей, он делает это с обычно свойственной ему искусностью. Таков предел изобразительных возможностей этих художников. В сфере свободного воображения они в конечном счете почти столь же неловки, как и поэты».